# Gustave Dutrieux
Gustave Dutrieux (Jemappes, 7 juli 1921 - Limal, 14 juli 1965) was een Belgisch senator.

## Levensloop
Durieux groeide op in een arbeidersgezin met twee kinderen. Zijn vader was mijnwerker en zijn moeder werkte als sorteerster, beiden waren gelieerd aan socialistische verenigingen. Na de lagere school begon hij zijn beroepsleven als mijnwerker. Niet veel later ging hij als monteur aan de slag in de fabriek Canon-Legrand, dat materiaal voor de spoorwegen produceerde. Daarna, vanaf circa 1950, werkte Dutrieux bij de fabrieken van Tubes de la Meuse in Jemappes, dat zich had gespecialiseerd in het vervaardigen van gelaste en ongelaste stalen buizen bestemd voor de olie- en gasindustrie. In 1955 verhuisde hij naar Limal en werd hij lasser bij IBM.
In de jaren dertig nam Dutrieux deel aan syndicale acties. Tijdens de Tweede Wereldoorlog werd hij lid van verzetsbeweging Rassemblement National de la Jeunesse, het Onafhankelijkheidsfront en vanaf februari 1943 streed hij als gewapend weerstander voor het Belgisch leger der partizanen. Hij trad ook toe tot de clandestiene Kommunistische Partij van België en na de Bevrijding was hij militant voor deze partij in Jemappes. Het lokaal van de partij was gevestigd in het café dat door zijn tweede vrouw werd uitgebaat. Zijn oom Marcelin Demoulin was communistisch volksvertegenwoordiger voor het arrondissement Bergen van 1946 tot 1949. 
Zowel bij Tubes de la Meuse als IBM was Dutrieux vakbondsafgevaardigde voor de socialistische FGTB. In Limal sloot hij zich aan bij de plaatselijke afdeling van de PSB, waarvan hij de voorzitter zou worden, en was hij animator van de Socialistische Jonge Wacht. Hij zetelde tevens in het federaal comité van de PSB en werkte voor de socialistische bladen Jean Prolo en La Voix boraine. Na de stakingen tegen de Eenheidswet eind 1960 en begin 1961, sloot hij zich aan bij de Waalsgezinde drukkingsgroep Mouvement populaire wallon en werd Dutrieux in 1962 secretaris van de plaatselijke afdeling en lid van het regionaal bestuur. Hij organiseerde veel bijeenkomsten die federalisme en structuurhervormingen propageerden en werd in 1963 voorzitter van de Comité d’Action wallonne van Brabant. Dutrieux verliet de socialistische partij toen die in december 1964 de onverenigbaarheid besliste tussen het lidmaatschap van de BSP en de MPW. Hij nam in februari 1965 deel aan het stichtingscongres van de Parti wallon des Travailleurs en bij de verkiezingen van mei dat jaar was hij kandidaat op een kartellijst met de communistische partij.
Hij werd rechtstreeks tot senator verkozen voor het arrondissement Nijvel, maar werd toen zwaar ziek. Hij slaagde er niet meer in om naar Brussel te trekken voor het afleggen van de grondwettelijke eed en overleed enkele weken later op 44-jarige leeftijd. Zijn weduwe, Clara Marchal, was nog kandidaat voor de Parti Wallon des Travailleurs bij de wetgevende verkiezingen van 1968.